# Hermann Becker (Politiker, 1895)
Hermann Becker (* 24. Oktober 1895 in Oberneisen, Unterlahnkreis; † 4. Oktober 1976 in Diez) war ein deutscher Politiker der FDP und Mitglied des Rheinland-Pfälzischen Landtags.

## Leben
Nach der Volksschule besuchte Hermann Becker die ländliche Fortbildungsschule. Bereits mit 16 Jahren musste er aufgrund des frühen Todes seines Vaters den elterlichen Bauernhof übernehmen. Becker nahm als Infanterist am Ersten Weltkrieg teil und war bis Ende August 1919 in sowjetischer Kriegsgefangenschaft. Zurück in Oberneisen führte er den Bauernhof weiter und heiratete 1921 Minna, geb. Großmann aus Allendorf. 1922 und 1927 kamen seine beiden Kinder Hermann und Hildegard zur Welt. 
Am 15. September 1937 beantragte er die Aufnahme in die NSDAP und wurde rückwirkend zum 1. Mai desselben Jahres aufgenommen (Mitgliedsnummer 5.936.543). 1939 wurde er erneut kurzzeitig in den Kriegsdienst im Zweiten Weltkrieg eingezogen, kehrte aber wieder nach Oberneisen zurück, wo er als Landwirt seinen Bauernhof weiterführte. 1942–1945 war er Bürgermeister von Oberneisen.
Vom 18. Mai 1951 bis zum 17. Mai 1955 war er für die FDP im Landtag von Rheinland-Pfalz. Dort vertrat er den Wahlkreis 4 und war Mitglied im Agrar- und Petitionsausschuss. Er war 1954 Mitglied der 2. Bundesversammlung. Nebenbei und nach der Zeit im Landtag führte er seinen Hof bis ins hohe Alter weiter.
1959 erbaute er mit seinem Sohn Hermann den Hermannshof im idyllischen Herbachtal zwischen Mensfelden und Oberneisen. Als Viehzüchter war Hermann Becker sehr erfolgreich und errang viele Preise. Neben seiner praktischen Arbeit als Landwirt brachte sich Hermann Becker auch in den Verbänden und Gremien für seinen Berufsstand ein. 
Hermann Becker war lange Jahre Mitglied im Kreistag und Kreisausschuss des Unterlahnkreises (heute Teil des Rhein-Lahn-Kreises). Außerdem engagierte er sich über viele Jahre im Kirchenvorstand der Evangelischen Kirchengemeinde Oberneisen, war Vorstandsmitglied im Turnverein und war Mitglied in den Ortsvereinen seiner Heimatgemeinde.  
Am 4. Oktober 1976 verstarb Hermann Becker kurz vor seinem 81. Geburtstag im Diezer Krankenhaus.